# Stjepan Konzul Istranin
Stjepan Konzul Istranin (Stipan Konzul Istrijan) (* Buzet, 1521. - † vjerojatno Željezno, poslije 1568.), hrvatski pisac i prevoditelj iz Buzeta.
Djelovao je kao pop glagoljaš u Starom Pazinu. Kasnije je prešao na protestantizam. Zbog toga je 1549. godine prognan iz svoje župe u istarskom Starom Pazinu, pa je bio propovjednik u Ljubljani i Kranju. Kad je ojačala katolička obnova, otišao je 1552. godine u Njemačku. Ondje je došao u doticaj s Primožom Trubarom i napokon stupio u službu Ivana Ungnade kao prevoditelj, priređivač tekstova i korektor, u početku i slagar hrvatskih kniga u Urachu, gdje je od 1561. do 1565. radila tiskara koja je izdavala hrvatske protestantske knjige na glagoljici, ćirilici i latinici.
Prema njegovim uputama lijevana su glagoljska slova u Nürnbergu gdje je glagoljicom tiskan Pokusni list (Crabatischer Probzedl). U predgovoru Novom testamentu Konzul izrijekom kaže da je glagoljska slova dao izraditi gledajući na onu staru hrvacku štampu u Brvijalih i Misalih.
Konzul je bio Ungnadov poslanik. Obilazio je njemačke, austrijske, hrvatske i slovenske krajeve prikupljajući prinose za tiskaru i tražeći moralnu potporu za njezin rad. Konzul je 1561. godine angažirao Antuna Dalmatina za prevoditelja u tiskari. Dalmatin je znao grčki i hebrejski, a Konzul slovenski, njemački, latinski i talijanski jezik.
Stjepan Konzul Istranin i Antun Dalmatin izdali su svoj prijevod Novoga zavjeta u dva dijela tiskan na glagoljici i ćirilici u Urachu. Najveći pothvat u programu hrvatskih protestanata okupljenih u uraškoj tiskari u Njemačkoj svakako je bio pokušaj da se na hrvatski jezik prevede Biblija. Uspjeli su, međutim, objaviti samo dijelove Biblije: cjelovit Novi zavjet (1562. Prvi del novoga testamenta, 1563. god. Drugi děl novoga teštamenta) i od Staroga zavjeta Proroke, 1564. (očuvan latinički primjerak). Ostalo je propalo.
Stjepan Konzul Istranin tako je postao prvi prevoditelj Novog zavjeta na hrvatski jezik. Konzul i Dalmatin pazili su da svi prijevodi budu dotjerani. Osobitu su pozornost poklanjali jeziku, koji je imao biti razumljiv u što većem broju hrvatskih, srpskih i crnogorskih krajeva. Nazivali su ga sadašnjim obćenim i razumnim hrvatskim jezikom. Zato su ga prilagođavali različitim jezičnim tradicijama i obogaćivali različitim sinonimima. U osnovi je to ipak sjevernočakavski jezik prožet kajkavskim, štokavskim i crkvenoslavenskim oblicima i riječima.
Rad Stjepana Konzula i Antuna Dalmatina u Urachu toliko se prožimao, ispreplitao i toliko su mnogo zajednički napravili da su ih suvremenici sa zahvalnošću nazivali drugim Ćirilom i Metodom. Jedan od njih je pop Vincenc Vernković iz Istre (1562.)
Popis glagoljskih knjiga iz Uracha u četiri godine:
• 1561. Tabla za dicu 

• 1561. Katehismus 

• 1562. Postila 

• 1562. Prvi del novoga testamenta 

• 1562. Jedni kratki razumni nauci 

• 1562. Artikuli ili deli prave stare krstianski vere 

• 1563. Drugi děl novoga teštamenta 

• 1563. Kratka suma 

• 1563. Beneficium Christi - govorenje vele prudno 

• 1564. Spovid i spoznanije prave krstijanske vire 

• 1564. Bramba augustanske spovedi 

• 1564. Crikveni ordinalic 

Nakon ukinuća tiskare u Urachu zbog smrti Hansa Ungnada (27. prosinca 1564.) otišao je u Rezno, gdje je 1568. godine s Antunom Dalmatinom tiskao Postilu u dva dijela.
Djelovao je i među Hrvatima u Gradišću.
Godine 1831. izašao je u Budimu postumni prijevod Petra Katančića u 6 svezaka. 